# Matera (entreprise)
Pour les articles homonymes, voir Matera (homonymie).
Matera (ex-Illicopro) est une start-up française créée en 2017. Initialement connue pour son offre de syndic coopératif, Matera propose désormais un éventail d'offres de gestion de copropriété, allant de l'accompagnement aux syndics bénévoles à une véritable offre de syndic professionnel. L'entreprise a également lancé son offre de gestion locative en 2023.

## Historique

### Les débuts d'IlliCopro
En janvier 2017, la société est créée sous le nom d’illiCopro,. L'un des cofondateurs explique avoir lui-même acheté un appartement et s'être retrouvé perdu face aux documents du syndic. Après avoir découvert le modèle du syndic coopératif, l'idée lui est venue de commercialiser le service.
En janvier 2019, l'entreprise lève 1,5 million d’euros.

### Matera
Début 2020, illiCopro annonce changer de nom pour Matera. À cette occasion, une deuxième levée de fonds de 10 millions d’euros est réalisée auprès d'Index Ventures et de business angels.

## Controverse
En mars 2020, des affichages publicitaires tournant en dérision les syndics de copropriété déclenchent la colère des professionnels. Quelques mois plus tard, différentes organisations saisissent le tribunal de commerce de Paris en référé et la Direction générale de la concurrence, de la consommation et de la répression des fraudes (DGCCRF) pour faire cesser ce qu'ils estiment une « campagne de dénigrement ». Sur le fond, les plaignants considèrent que Matera exerce illégalement la profession de syndic de copropriété en utilisant certains termes dans sa communication et que ses pratiques commerciales sont « agressives, voire trompeuses ». La start-up estime quant à elle que son activité de « soutien » est fondée sur la loi de 1965 autorisant le syndic coopératif et indique qu'aucun acte de gestion n'est réalisé.
En mars 2021, une plainte déposée par la Fédération nationale de l'immobilier (FNAIM) devant le tribunal judiciaire de Paris est classée sans suite.
En janvier 2022, le tribunal de commerce de Paris juge que la société a commis un « dénigrement caractérisé » ainsi qu'« une pratique commerciale déloyale et trompeuse susceptible d’induire en erreur un consommateur normalement informé » par ses affichages publicitaires. Matera est condamné à verser, au titre des dommages-intérêts, 70 000 euros ; le jugement doit également être publié sur le site internet pendant trois mois.
Le 20 mars 2024, la Cour d'Appel de Paris a rendu son jugement final : elle a en effet réaffirmé que Matera ne s’est pas rendue coupable d’exercice illégal de la profession de syndic, et a rejeté les demandes relatives à des pratiques commerciales trompeuses. La FNAIM, le SNPI, Foncia et l'ANGC devront également rembourser 40 000 euros sur les 70 000 euros initialement versés par Matera. Matera est finalement condamnée pour dénigrement par rapport à cette campagne publicitaire de 2020.

## Activités
La plateforme permet de suivre sa copropriété, notamment les finances, les assemblées générales et les déclarations de sinistres. Des professionnels peuvent être sollicités en cas de sujet complexe.
Les activités commerciales de la société s'inscrivent dans un contexte de réforme nationale de la copropriété où l'autogestion est encouragée et les pouvoirs des conseils syndicaux renforcés. Le choix de ce modèle nécessite cependant une plus grande implication des copropriétaires et des compétences particulières, par exemple en droit.
L'entreprise fait partie du mouvement de la transformation digitale, dans le secteur de l'immobilier.

## Identités visuelles

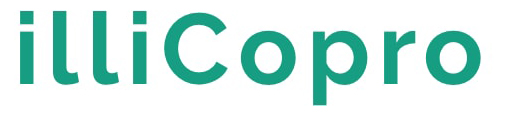
Ancien logo d'IlliCopro
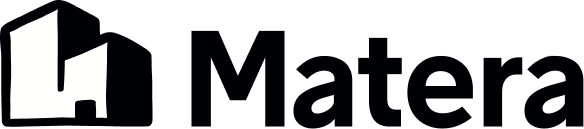
Ancien logo de Matera
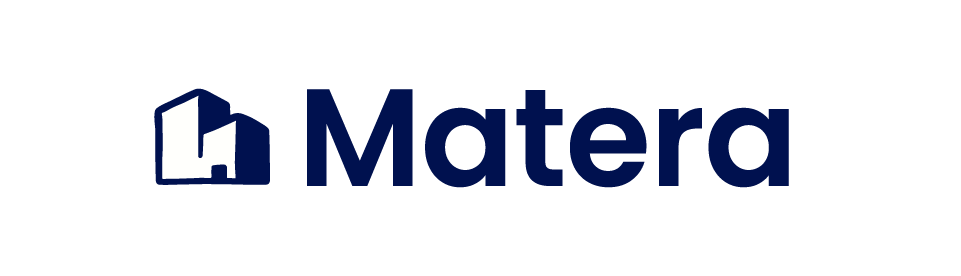
Logo Matera jusqu'à mars 2025
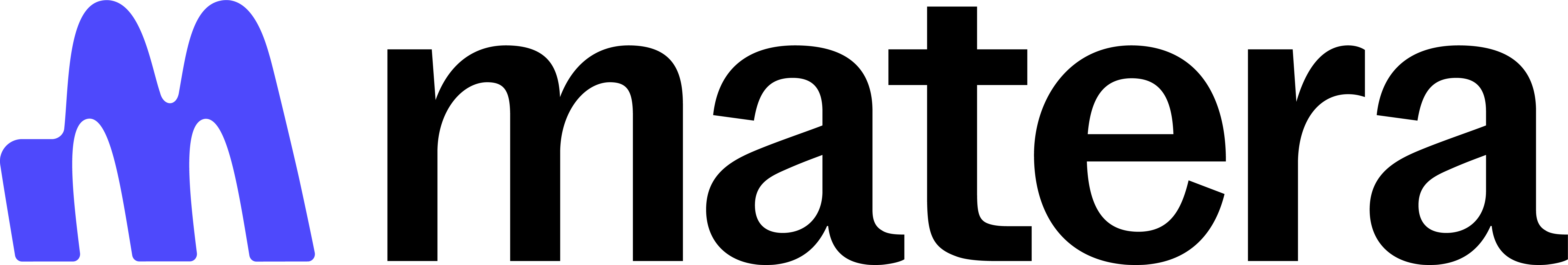
Logo Matera depuis mars 2025